# Lachlania saskatchewanensis
Lachlania saskatchewanensis is een haft uit de familie Oligoneuriidae. De wetenschappelijke naam van de soort is voor het eerst geldig gepubliceerd in 1941 door Ide.
De soort komt voor in het Nearctisch gebied.